# Juillet 2006 en Afrique

## 4 juillet
- Mali : signature à Alger d’un accord entre le gouvernement malien et les rebelles touaregs faisant à la suite des attaques menées le 23 mai 2006 contre des casernes à Kidal et Ménaka.

## 14 juillet
- Mali : ouverture à Gao de la 5e édition du  Forum des peuples.

## 17 juillet
- Afrique de l'Ouest : le Bénin, le Burkina Faso, La Côte d’Ivoire, le Ghana, le Mali et le Togo ont signé un accord créant l’Autorité de la Volta, afin de renforcer la coopération dans la gestion et le développement des  ressources du Bassin de la Volta.

## 25 juillet
- Togo : les partis politiques engagés dans le dialogue intertogolais ont nommé Blaise Compaoré, président burkinabé comme facilitateur.

## 26 juillet
- Zambie : le président Levy Mwanawasa a dissous le parlement et le gouvernement et annoncé que les élections présidentielle, législatives et locales auraient lieu le 28 septembre.

## 28 juillet
- Seychelles : le président sortant James Michel a été réélu avec 54 % des voix devant Wavel Ramkalawan (Parti national des Seychelles).  Voir: Politique des Seychelles

## 30 juillet
- Algérie : l’historien Mahfoud Kaddache est décédé à l’hôpital d’Aïn Naâdja.

- République démocratique du Congo : 1er tour de l’élection présidentielle et des élections législatives. Joseph Kabila, président sortant arrive en tête avec 44,81 % des voix (résultat provisoire de la commission électorale indépendante annoncé le 21 août) devant le vice-président Jean-Pierre Bemba qui obtient 20,3 %. Le second tour doit avoir lieu le 29 octobre.  Voir: Élection présidentielle congolaise de juillet 2006